# GMA 라이프 TV
GMA 라이프 TV(영어: GMA Life TV)는 2008년에 설립된 GMA 네트워크의 국제 텔레비전 방송이다.

## 같이 보기
- GMA 피노이 TV
- GMA 뉴스 TV
- GTV (필리핀의 텔레비전 채널)